# لوتشيانو فريجيريو
لوتشيانو فريجيريو (بالإيطالية: Luciano Frigerio)‏ هو موسيقي ومصمم وفنان إيطالي، ولد في 21 مايو 1928 في ديزيو في إيطاليا، وتوفي في 11 أبريل 1999 في سانريمو في إيطاليا.